# Athetis corticea
Athetis corticea là một loài bướm đêm trong họ Noctuidae.